# 戴夫·唐纳利
戴夫·唐纳利（英語：Dave Donnelly，1962年2月2日—），加拿大男子冰球运动员，场上位置是前锋。他曾代表加拿大国家队参加1984年冬季奥林匹克运动会冰球比赛，获得第4名。